# Couvent des Cordelières (Provins)
Pour l’article homonyme, voir Couvent des Cordelières.
Ne doit pas être confondu avec Couvent des Cordeliers.
Le couvent des Cordelières est un couvent situé à Provins, en France.

## Localisation
Le couvent est situé sur la commune de Provins, dans le département français de Seine-et-Marne. Il occupe une situation sur la colline au nord-est de la ville, en dehors des remparts.

## Historique
Le couvent est fondé en 1248 par Thibaud Ier de Navarre. Le roi Thibaut II y est inhumé en 1270. En 1749, il devient un hôpital.
L'édifice abrite actuellement des archives de la Direction du patrimoine et des monuments nationaux, ainsi qu'une école de tourisme.
Le cloître du couvent est classé au titre des monuments historiques en 1846 ; le reste de l'édifice l'est en 1960.

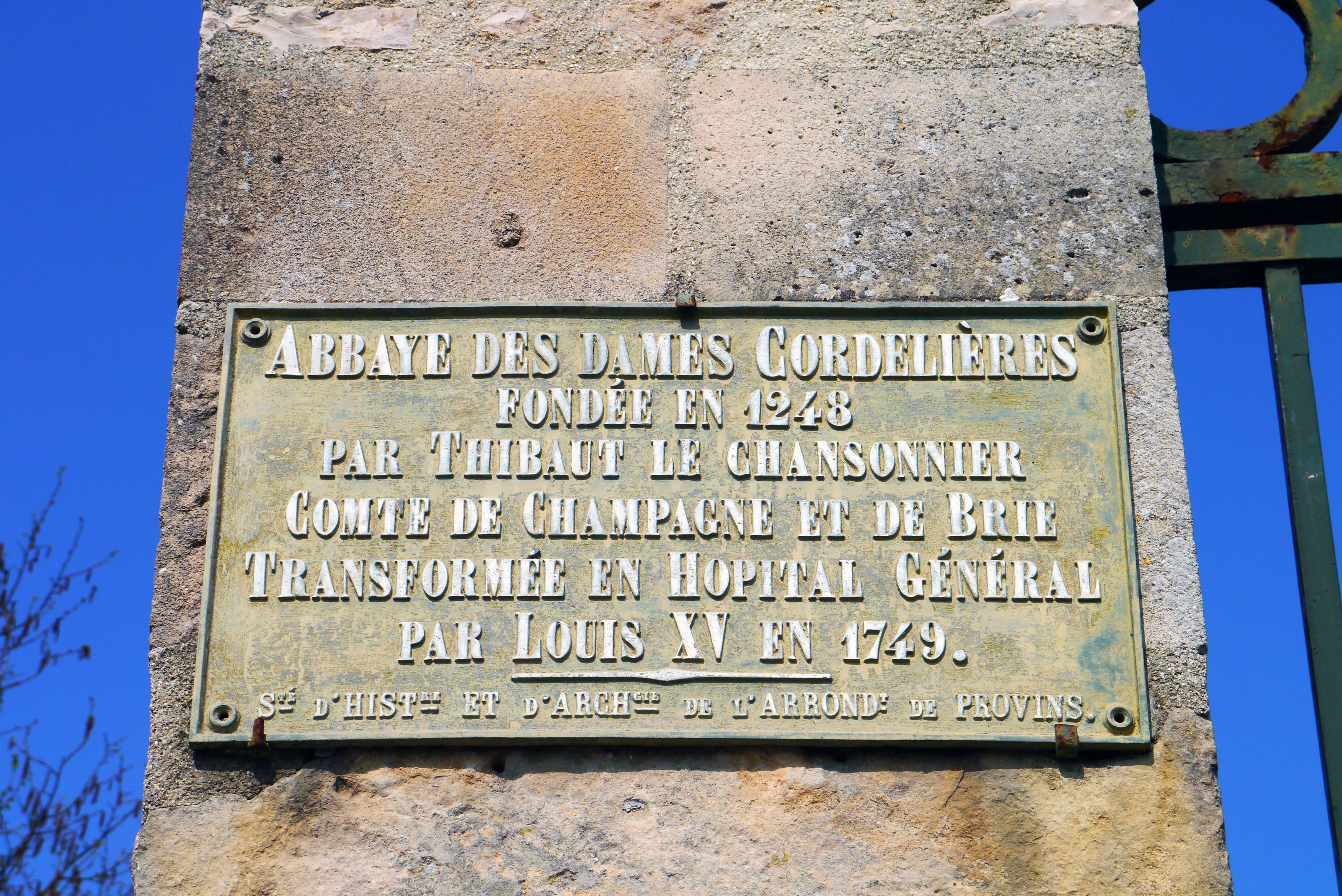
Le couvent devient en hôpital en 1749.
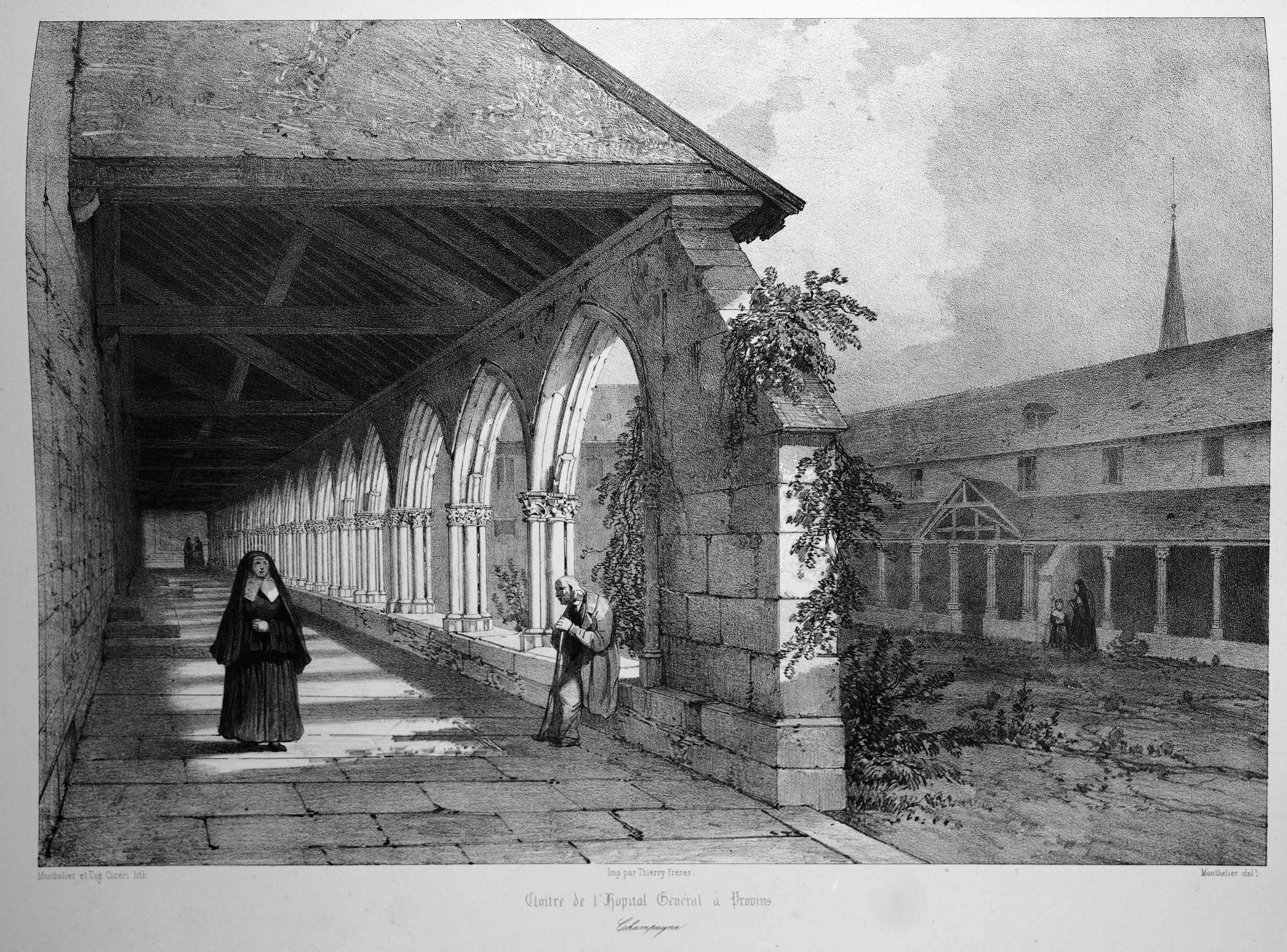
Au XIXe siècle.
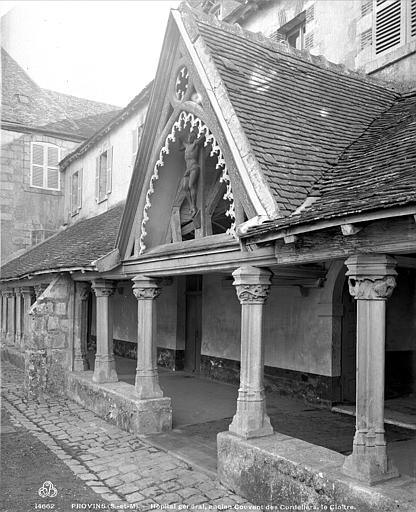
Une vue anté 1905.
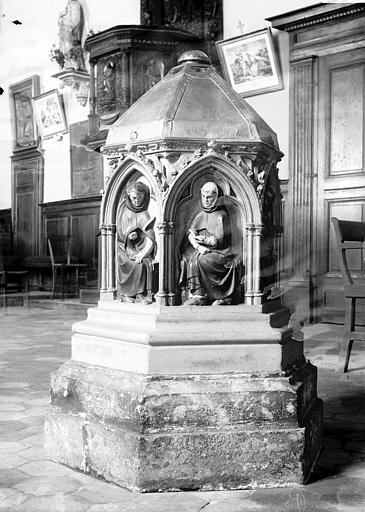
Coeur de Thibaut V.
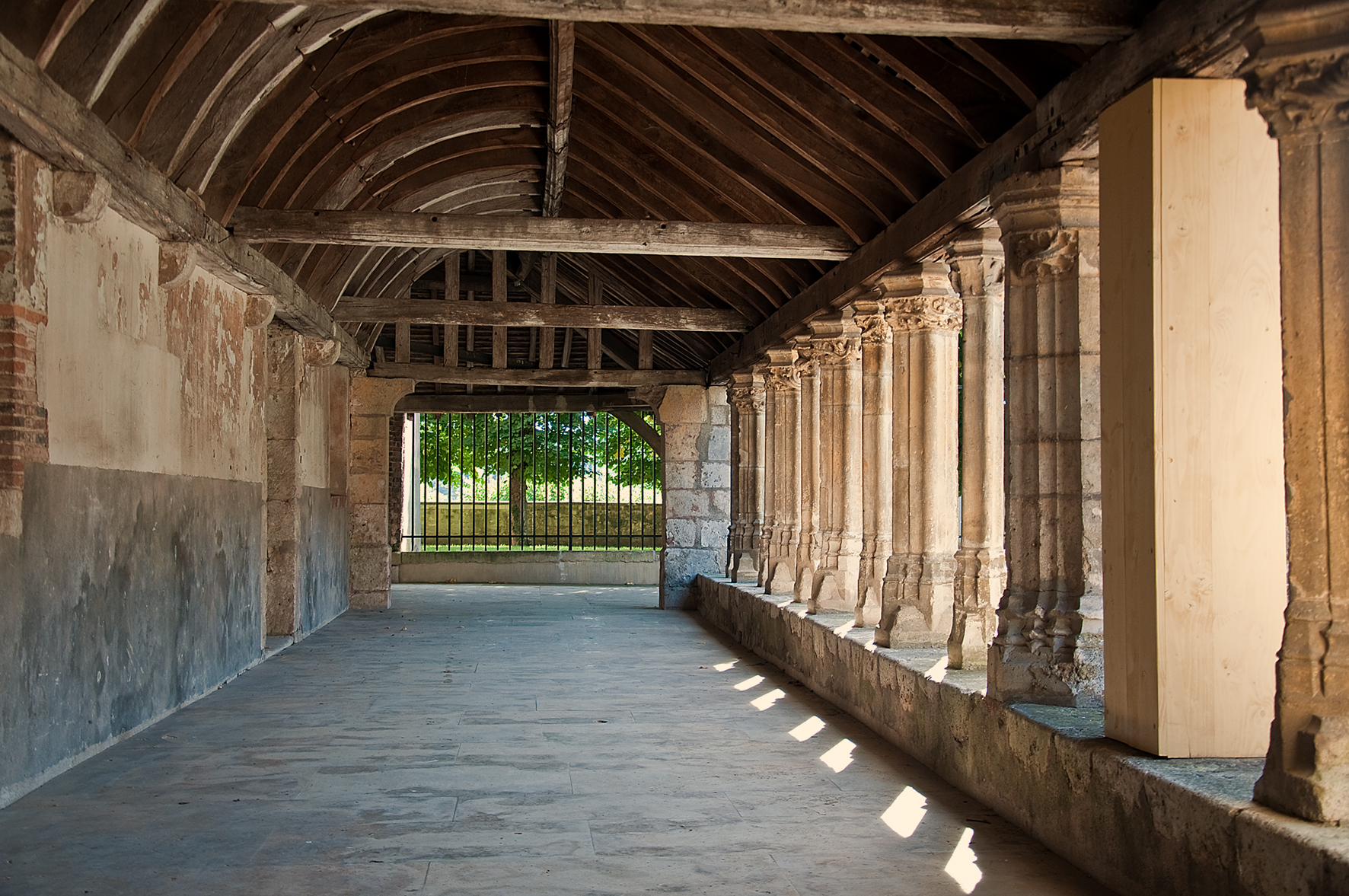
déambulatoire.